# アレキサンダー・ベネット
アレキサンダー（アレック）・キャンベル・ベネット（英語: Alexander Campbell Bennett、1970年 - ）は、ニュージーランド出身の武道学者（京都大学博士・カンタベリー大学Ph.D.）。関西大学教授。専門は、日本思想史、日本文化論、武道学に関する研究。
剣道教士七段、なぎなた五段、居合道六段、銃剣道錬士六段、短剣道錬士六段を取得し、天道流、鹿島神傳直心影流を修行する武道家である。第五回世界なぎなた選手権大会男子個人部準優勝など。

## 来歴
クライストチャーチ生まれ。1987年に交換留学生として来日し千葉市立稲毛高校に1年間留学。稲毛高校で剣道と出会う。
1995年にカンタベリー大学文学士（第一等日本語学専攻）、1997年に同大学文学修士課程、2001年、京都大学大学院人間・環境学研究科博士課程修了、博士（人間・環境学）。京都大学での指導教授は薗田稔。2012年にカンタベリー大学博士課程言語文化研究科日本文化専攻を修了し、Ph.D.を取得。
国際日本文化研究センター助手（2002年から2006年）、帝京大学文学部日本文化学科専任講師（2006年から2008年）、関西大学国際部准教授（2008年から2014年）を経て、2015年に同教授に昇格。
全日本剣道連盟国際委員、国際なぎなた連盟副会長、ニュージーランド剣道連盟総監督・理事、日本武道学会理事、神道国際学会理事、全日本銃剣道連盟国際委員、和文化教育学会理事など。
出版社（株）文化舎インターナショナルを設立、外国人向けの武道専門書を多数出版。また英語版武道専門誌「Kendo World」を創立し発行。朝日放送情報番組「キャスト」のレギュラーコメンテーター。また、海外に日本を発信することで有名な番組であるNHK『明鏡止水』『Sports Japan』や『Japanology Plus』で剣道やなぎなた、相撲等の武道がテーマの回に解説者ならびに実演者として数多く出演している。

## 主な著作

### 単著
- 『Naginata: The Definitive Guide』（2005・KW Publications）
- 『Budo Perspectives』（2005・日文研 ＆ KW Publications）
- 『日本の教育に武道を』（2005・明治図書）
- 『ボクは武士道フリークや』（2006・小学館）
- 『武士のエトスとその歩み：武士道の思想史的考察』(2009・思文閣出版）
- 『Jigoro Kano and The Kodokan: An Innovative Response To Modernisation』(2009・講道館)
- 『Budo: The Martial Ways of Japan』（2010・日本武道館）
- 『日本人の知らない武士道』（2013・文春新書）
- 『Hagakure: The Secret Wisdom of the Samurai』(2014・Tuttle Publishing)
- 『Kendo: Culture of the Sword』 (2015・University of California Press)
- 『Bushido and the Art of Living』(2017・日本図書)
- 『Naginata: History and Practice』(2017・Bunkasha International)
- 『Japan: The Ultimate Samurai Survival Guide』(2018・Tuttle Publishing)
- 『The Complete Musashi: The Book of Five Rings and Other Works』(2018・Tuttle Publishing)
- 『Bushido: The Samurai Code of Japan』 (2019・Tuttle Publishing)
- 『Bushido Explained』 (2019・Tuttle Publishing)
- 『Memoirs of a Kamikaze: A World War II Pilot's Inspiring Story of Survival, Honor and Reconciliation』(2020・Tuttle Publishing)
- 『真訳 五輪書 自分を超える、道を極める』（2021・PHP研究所）

### 共編著
- 『日本の教育に“武道”を21世紀に心技体を鍛える』（山田奨治との共編、明治図書）
- 『The History and Spirit of Budo』（2010・国際武道大学武道・スポーツ科学研究所）